# Hamodes cochlearifer
Hamodes cochlearifer är en fjärilsart som beskrevs av Gustaaf Hulstaert 1924. Hamodes cochlearifer ingår i släktet Hamodes och familjen nattflyn. Inga underarter finns listade i Catalogue of Life.